# Forfait de post-stationnement
Pour les articles homonymes, voir FPS.
Le forfait de post-stationnement (FPS) est une redevance forfaitaire de stationnement en France.
Ce forfait remplace l'amende pour infraction au stationnement payant. Chaque commune fixe le montant du forfait, qui peut varier suivant les rues, ainsi que la durée maximale de stationnement.
Il est entré en vigueur le 1er janvier 2018.

## Principe
Le forfait de post-stationnement est dû au titre de l'occupation du domaine public en France, en cas de stationnement sur un emplacement payant de voirie.
Ce dispositif s'inscrit dans le cadre de la dépénalisation et décentralisation du stationnement payant sur voirie introduite en France par l'article 63 de la loi de modernisation de l'action publique territoriale et d'affirmation des métropoles (MAPTAM). 800 communes sont concernées.
Depuis le 1er janvier 2018 il n'y a plus d'amende de 1re classe (17 €) pour infraction au stationnement payant, mais un forfait de post-stationnement ayant un peu la même vocation — bien qu'il ne soit officiellement pas une sanction. Ainsi, l'automobiliste a deux possibilités pour payer son stationnement :
- il peut naturellement le payer d'avance, à son arrivée, selon le tarif horaire correspondant à la durée totale prévue de son séjour. C'est ce que la loi appelle le « paiement immédiat » ;
- sinon, ou si son véhicule est resté stationné plus longtemps que prévu, il pourra lui être remis un « avis de paiement du forfait de post-stationnement ».

## Tarif du FPS
La loi prévoit que le paiement a posteriori n'est possible qu'au forfait. En application de la décentralisation du stationnement payant sur voirie, les collectivités locales choisissent le tarif du forfait de post-stationnement au même titre qu'elles fixent l'ensemble de la grille tarifaire du stationnement payant sur voirie. Le montant du forfait de post-stationnement peut donc varier d'une ville à l'autre, voire d'un quartier à l'autre. Il a souvent tendance à être dissuasif.
À titre d'exemples, le montant maximal connu en juin 2021 est de 75 €, il concerne les arrondissements centraux de Paris (tarif applicable à compter du 1er août 2021) ; Lyon a fixé son forfait à 60 € pour les arrondissements centraux, Bordeaux à 35 € pour la zone centrale et Montpellier à 40 €. Ces montants correspondent à des durées maximales de stationnement différentes : 6 heures à Paris, 3 heures à Bordeaux, 5 ou 7 heures à Montpellier. De ce fait, le tarif théorique maximum pour un stationnement d'une journée sans paiement immédiat sera de 150 € à Paris, 105 € à Bordeaux, et 66 € à Montpellier.
Le tarif peut prévoir une minoration du montant dû en cas de paiement avant un certain délai. C'est ce que le centre d'études et d'expertise sur les risques, l'environnement, la mobilité et l'aménagement (CEREMA) appelle une minoration pour « paiement rapide » du forfait de post-stationnement dans son Guide de recommandations. Selon la convention proposée par l'agence nationale de traitement automatisé des infractions (ANTAI), la collectivité choisit dans ce cas un délai inférieur à 5 jours. Par exemple, à Bordeaux, le montant du forfait de post-stationnement est minoré de 5 € si le règlement de l'usager est réalisé sous 9 jours. En secteur rouge, le montant est ainsi de 30 € au lieu de 35 €.

## Modalités de délivrance de l'avis de paiement de FPS
Le forfait de post-stationnement est établi par un agent assermenté. Celui-ci peut appartenir au personnel de la collectivité (police municipale ou agent de surveillance de la voie publique) ou à celui d'un prestataire à qui la collectivité a confié le contrôle du stationnement sur voirie via un marché public ou une délégation de service public. Dans ce dernier cas, le bureau d'études et de conseil spécialisé en stationnement SARECO explique qu'il y aura ainsi deux services pour contrôler le stationnement dans une même rue : le personnel du prestataire pour le stationnement payant exclusivement et le personnel de la collectivité pour toutes les autres infractions au stationnement qui restent du ressort pénal. Dans le premier cas, les deux systèmes peuvent être présents sur un seul et même assistant personnel (PDA) utilisé pour, selon le cas, verbaliser ou établir des FPS.
Si l'automobiliste a préalablement effectué un paiement immédiat et que le contrôle intervient avant l'échéance de la période maximale de stationnement autorisé, le montant déjà payé est déduit du FPS. Par exemple, si le stationnement est limité à 2 heures, le forfait de post-stationnement pour dépassement de la durée payée sera diminué du paiement effectué dans les 2 heures précédant le contrôle. Si l'automobiliste a effectué plusieurs paiements au cours de cette période, seul le dernier sera pris en considération.
L'avis de paiement du forfait de post-stationnement peut être déposé sur le pare-brise du véhicule ou être envoyé par l'Agence nationale de traitement automatisé des infractions (ANTAI) via La Poste au domicile de l'intéressé, au choix de la collectivité.

## Paiement et recours
Le paiement du forfait de post-stationnement doit intervenir dans les 3 mois (phase amiable). Au-delà, la direction générale des Finances publiques (DGFiP) applique une majoration de 50 € et procède au recouvrement forcé.
Un forfait de post-stationnement peut être contesté via un recours administratif préalable obligatoire (RAPO) dans le délai d'un mois suivant la réception de l'avis de paiement. Le service ayant établi le forfait de post-stationnement dispose d'un mois pour statuer, et, selon les cas : annuler le FPS, corriger le montant du forfait de post-stationnement par l'envoi d'un forfait de post-stationnement rectificatif, ou rejeter la réclamation. L'administration n'est pas tenue de justifier son rejet ni même de le faire connaître : son silence, au bout de ce mois, vaut décision de rejet du recours.
À l'issue d'un recours administratif préalable obligatoire refusé ou de la réception de l'avis de paiement d'un forfait de post-stationnement rectificatif, le redevable dispose du délai d'un mois pour éventuellement saisir le Tribunal du stationnement payant (TSP). Cette nouvelle juridiction, basée à Limoges, est dédiée à cette activité et répond "avec un délai de décision d'un an au moins".

### Paiement en ligne
Il est possible de payer une amende de stationnement en ligne , par exemple en scannant le flash-code.